# Diplolophium
Diplolophium là chi thực vật có hoa trong họ Apiaceae.